# Novialoidea
Novialoidea (il cui nome significa "nuove ali") è un clade estinto di pterosauri macronychopterani vissuto dal Giurassico superiore al Cretaceo superiore, circa 182-65.95 milioni di anni fa (Toarciano-Maastrichtiano), i cui fossili sono stati ritrovati in tutti i continenti, eccetto l'Antartide.
Il clade fu nominato da Alexander Wilhelm Armin Kellner nel 2003, come un taxon basato su nodi costituito da "l'ultimo antenato comune di Campylognathoides, Quetzalcoatlus e tutti i suoi discendenti". Il nome Novialoidea deriva dal latino novus ossia "nuovo" e ala, "ala", in riferimento alle sinapomorfie delle ali che possiedono i membri del clade. Unwin (2003) ha definito Lonchognatha nello stesso numero della rivista che ha pubblicato Novialoidea (Geological Society of London, Special Publications 217) e lo ha definito come "Eudimorphodon ranzii, Rhamphorhynchus muensteri, il loro più recente antenato comune e tutti i suoi discendenti (come un nodo- taxon basato)".
Sotto le analisi filogenetiche di Unwin e Kellner (dove Eudimorphodon e Campylognathoides formano una famiglia che si basa sia su Rhamphorhynchus che su Quetzalcoatlus), e perché Novialoidea è stato nominato per primo (nelle pagine 105-137, mentre Lonchognatha è stato nominato nelle pagine 139-190), Lonchognatha è un sinonimo junior obiettivo del primo. Tuttavia, altre analisi trovano che Lonchognatha sia valido (Andres et al., 2010) o sinonimo di Pterosauria (Andres, 2010 e Andres, in stampa).